# Joe Erskine
Joe Erskine (* 26. Januar 1934 in Butetown, Cardiff, Wales; † 2. Februar 1990 in Cardiff, Wales) war ein britischer (walisischer) Boxer.

## Werdegang

### Amateurlaufbahn
Obwohl Joe Erskine schon mit 20 Jahren Berufsboxer wurde, hatte er auch im Amateurbereich schon einige Erfolge zu verzeichnen. Gegen Ende 1953 zählte er zu den besten Boxern Englands im Schwergewicht. Er gewann zwar keinen Meistertitel Englands, stand aber 1953 in der britischen Nationalstaffel. Er wurde dabei in mehreren Länderkämpfen eingesetzt. Am 26. September 1953 unterlag er in Frankfurt am Main gegen Karl Kistner aus der Bundesrepublik Deutschland nach Punkten, am 28. Oktober 1953 besiegte er in London den Franzosen Bernard Navarre und am 27. November 1953 in Dublin den Iren Jim Robinson jeweils nach Punkten.

### Profilaufbahn
Joe Erskine begann seine Profilaufbahn am 9. März 1954 mit einem KO-Sieg in der 2. Runde in Hanley, Staffordshire über Al Prince. Er war während seiner folgenden Laufbahn nie ein harter Puncher, der seine Gegner reihenweise KO schlagen konnte, aber er war ein hervorragender Techniker, ausgestattet mit viel Übersicht und Ruhe. Mit diesen Attributen gelang es ihm, in 30 Kämpfen in Folge ungeschlagen zu bleiben. Er erzielte dabei Siege über die europäischen Ranglistenboxer Uber Bacilieri aus Italien, Marcel Limage aus Belgien und Günther Nürnberg aus Deutschland. Er schlug in jenen Jahren aber auch seine Landsleute Peter Bates, Dick Richardson und Henry Cooper, die zu den besten britischen Schwergewichtsboxern zählten.
Am 27. August 1956 kämpfte er in Cardiff gegen Johnny Williams um die britische Meisterschaft im Schwergewicht und gewann diesen Kampf über 15 Runden nach Punkten. In der Absicht, sich auch in der Weltrangliste nach vorne zu boxen, akzeptierte Joe Erskine den gefährlichen Niño Valdés aus Kuba als seinen nächsten Gegner. Er wurde dafür am 19. Februar 1957 in London bitter bestraft, denn Valdés schlug ihn in der 1. Runde nach 2:03 Minuten Kampfzeit schwer KO. Das war seine erste Niederlage als Profi in seinem 31. Kampf.
Gut erholt trat Joe Erskine nach einem gewonnenen Aufbaukampf gegen Peter Bates am 17. September 1957 in London gegen Henry Cooper im Kampf um die britische und die Empire Meisterschaft im Schwergewicht an. Es gelang ihm dabei, Henry Cooper noch einmal in die Schranken zu verweisen und diesen Kampf nach Punkten zu gewinnen. Am 25. November 1957 verteidigte er dann den British Empire Heavyweight Title gegen den aus West-Indien stammenden Joe Bygraves über 15 Runden nach Punkten.
Am 21. Februar 1958 kämpfte er in Göteborg gegen Ex-Weltmeister Ingemar Johansson aus Schweden um den europäischen Schwergewichtstitel. In einem mitreißenden Fight musste Joe Erskine erst in der 13. Runde die Überlegenheit von Ingemar Johansson anerkennen und aus dem Kampf genommen werden.
In seinem nächsten Kampf, am 3. Juni 1958 in London, verlor Joe Erskine seine beiden Titel, britischer und Empiremeister im Schwergewicht, an Brian London durch eine Niederlage durch techn. KO in der 8. Runde. Joe Erskine gab aber keineswegs auf. Im Gegenteil, 1959 gelangen ihm bemerkenswerte Siege über den US-Amerikaner Willie Pastrano, der später Weltmeister im Halbschwergewicht werden sollte und Dick Richardson, den er am 24. Juni 1959 in London sicher auspunktete.
In den Jahren 1959, 1961 und 1962 folgten dann drei Kämpfe gegen den erstarkten Henry Cooper, bei denen es jeweils um die britische Meisterschaft und um den Britisch Empire Heavyweight Title ging. Diese Kämpfe fanden in London und in Nottingham statt, und in jedem dieser Kämpfe siegte Henry Cooper durch technischen KO. Die Begegnungen waren aber immer hart umkämpft, was schon die Tatsache zeigt, dass  sie bis zur 12. Runde, 5. Runde und 9. Runde gingen.
Am 13. Oktober 1963 verlor Joe Erskine in der Westfalenhalle in Dortmund gegen den deutschen Meister Karl Mildenberger über 10 Runden nach Punkten. Seine Laufbahn beendete er dann im Jahr 1964 nach einer Punktniederlage gegen seinen Landsmann Billy Walker am 27. Oktober 1964.

### Meisterschaftskämpfe von Joe Erskine
- 27. August 1956, Punktsieg gegen Johnny Williams im Kampf um die britische Meisterschaft im Schwergewicht,
- 17. September 1957, Punktsieg gegen Henry Cooper im Kampf um die britische und Empire Meisterschaft im Schwergewicht,
- 25. November 1957, Punktsieg über Joe Bygraves im Kampf um die Empire Meisterschaft im Schwergewicht,
- 21. Februar 1958, TKO-Niederlage gegen Ingemar Johansson, Schweden im Kampf um die Europameisterschaft,
- 3. Juni 1958, TKO-Niederlage gegen Brian London, im Kampf um die britische und Empire Meisterschaft im Schwergewicht,
- 17. November 1959, TKO-Niederlage gegen Henry Cooper im Kampf um die britische und Empire Meisterschaft im Schwergewicht,
- 21. März 1961, TKO-Niederlage gegen Henry Cooper im Kampf um die britische und Empire Meisterschaft im Schwergewicht,
- 2. April 1962, TKO-Niederlage gegen Henry Cooper im Kampf um die britische und Empire Meisterschaft im Schwergewicht